# Lincoln Park (Michigan)
Pour les articles homonymes, voir Lincoln Park.
Lincoln Park est une ville située dans l’État américain du Michigan, dans le comté de Wayne. Elle est une banlieue de Détroit. Selon le recensement de 2000, la population est de 44 008 habitants.

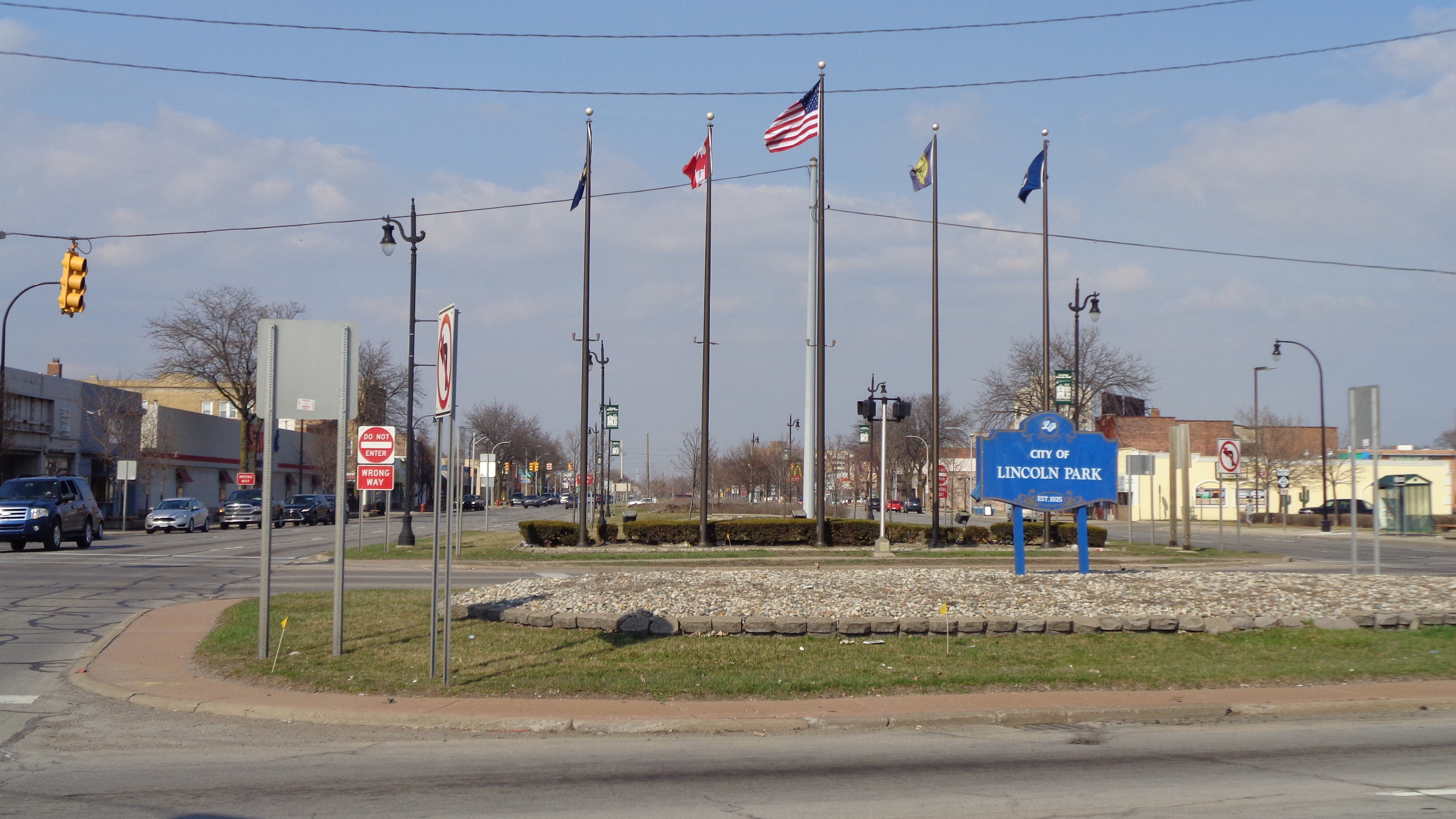
Intersection du chemin Southfield et de la rue Fort